# False assunzioni sui sistemi distribuiti
Le false assunzioni sui sistemi distribuiti sono le errate valutazioni che ingenuamente ed inevitabilmente si commettono durante la fase progettuale di un sistema distribuito. La definizione è stata formulata da Laurence Peter Deutsch nel 2004, durante il periodo in cui era impiegato presso Sun Microsystems.

## Descrizione
La definizione data da Peter Deutsch consiste nel ritenere erroneo assumere come verificate le seguenti otto condizioni:
1. La rete è affidabile
2. La latenza è nulla
3. La banda è infinita
4. La rete è in sicurezza
5. La topologia non cambia
6. C'è un solo amministratore
7. Il costo di trasporto è nullo
8. La rete è omogenea

### Effetti
L'ignoranza della presenza di una latenza di rete, e della perdita di pacchetti che può causare, induce i progettisti e gli sviluppatori di applicazioni distribuite a permettere traffico sconfinato, una crescente perdita di pacchetti ed un crescente spreco della banda.
La compiacenza nel considerare sicura la rete ha come effetto l'essere raggirati da utenti che vogliono causare danni e dai programmi che vengono continuamente riadattati per superare le misure di sicurezza in essere.
La presenza di più amministratori, appartenenti finanche ad organizzazioni tra loro rivali, può dare luogo all' istituzione di politiche di amministrazione dei sistemi e del traffico di rete fra loro conflittuali che possono in particolari occasioni impedire ai pacchetti di informazioni di completare il proprio percorso e giungere con successo a destinazione.
Vi sono costi "nascosti" che riguardano la costruzione, la manutenzione e l'amministrazione di una rete di sistemi distribuiti, di cui occorre tener conto nei piani di spesa di un progetto.
Ignorare i limiti di banda imposti a chi manda traffico può risultare in imprevisti rallentamenti.